# Trichostomum urceolare
Trichostomum urceolare là một loài Rêu trong họ Pottiaceae. Loài này được (Hampe) R.H. Zander miêu tả khoa học đầu tiên năm 1993.